# Lotus Notes
Lotus Notes är en grupprogramvara från IBM som omfattar bland annat dokumenthantering, e-post och webblösningar. Dessutom finns kalenderfunktion och stöd för snabbmeddelanden via Sametime. En av fördelarna med Lotus Notes är att det är enkelt att bygga applikationer och att anpassa de standardapplikationer som medföljer programvaran, samt att man får en server som innehåller funktioner så som e-post (intern och extern), kalender, databashanterare och webb. Lotus Notes-klientens säkerhet bygger på att användarna har en lokal fil med sitt namn och certifikat, ungefär som man har till Internet-banken. Programmet används ofta av större företag, organisationer, föreningar och kommuner.
Lotus Notes utvecklas av Lotus Software som sedan 1995 ägs av IBM. Nuförtiden består mjukvaran av fyra komponenter: klienten Lotus Notes, utvecklingsverktyget Domino Designer, administrationsverktyget Domino Administrator och servern Lotus Domino.
Senaste versionen är 8.5.2 och finns som klient till Windows, Mac OS och Linux. Domino servern kan gå på såväl Windows Server 2003, IBM AIX, Sun Solaris, Linux, RHEL, Suse, Ubuntu och IBM Z/OS.
Från och med version 8 så finns Lotus Notes i två versioner, Standard och Basic.
Den senaste versionen 9.0.1 har fått hastighetsförbättringar i klienten och ett utökat stöd för Eclipse i designer-klienten. En av serverförbättringarna är att man numera kan konfigurera den för automatisk inloggning via Windows Active Directory.
Sedan version 8.x har Xpages tillkommit som bygger på javastandarden Java Server Pages, JSF. Xpages används för att skapa och publicera webbsidor.

## Programmering
Lotus Notes-databaser har inbyggt stöd för programmeringsspråken Java, JavaScript, LotusScript, @Formulas och Javascript. Dessutom finns API:er för C, C++, COM , XML och OLE

## Databas
En Lotus Notes-databas (även kallad Dominodatabas) består av en fil i ett filsystem med ändelsen .NSF eller .NTF.
Begreppet "Databas" i Lotus Notes har i senare versioner ersatts med "Applikation" för att undvika att man förknippar dessa med traditionella databassystem såsom tex. SQL eller DB2.

## Mobilitet
Lotus Notes Mail, Kalender och Kontakter kan synkroniseras via Wifi eller 3G till de flesta mobiltelefoner genom programvaran Lotus Traveler som installeras på Dominoservern. Lotus Traveler stödjer i version 8.5.2.1 följande mobiler: Android 2.x, Iphone/Itouch/Ipad, Microsoft Windows Mobile 5,6,6.5 och Nokia S60.

## Versioner
- 1.0 - 1989
- 1.1 - 1990
- 2.0 - 1991
- 3.0 - maj 1993
- 4.0 - januari 1996
- 4.5 - december 1996
- 5.0 - 1999
- 6.0 - september 2002
- 6.5 - september 2003
- 7.0 - augusti 2005
- 7.0.1 - juli 2006
- 7.0.2 - september 2006 (Windows), december 2006 (Mac OS X)
- 8.0.0 - augusti 2007
- 8.0.1 - februari 2008
- 8.0.2 - augusti 2008
- 8.5 Beta 1 - maj 2008
- 8.5 Beta 2 - augusti 2008
- 8.5 - 6 januari 2009
- 8.5.1 - 29 september 2009
- 8.5.1 FP1 - 22 januari 2010
- 8.5.1 FP2 - 26 mars 2010
- 8.5.1 FP3 - 30 maj 2010
- 8.5.2 - augusti 2010
- 8.5.2 FP1 - januari 2011
- 8.5.2 FP2 - 25 mars 2011
- 8.5.2 FP3 - 18 juli 2011
- 8.5.3 - 4 oktober 2011
- 9.0 - 21 mars 2013
- 10.0.1 FP3 - 9 Sep 2019